# Welda
Welda – jednostka osadnicza w Stanach Zjednoczonych, w stanie Kansas, w hrabstwie Anderson.